# Stadionul Eugen Popescu
Das Stadionul Eugen Popescu (deutsch Eugen-Popescu-Stadion) ist ein Fußballstadion mit Leichtathletikanlage in der rumänischen Stadt Târgoviște, Hauptstadt des Kreises Dâmbovița. Es wurde 1982 eröffnet und verfügte über 10.000 Plätze. Die Sportstätte befindet sich im Stadtzentrum, nahe dem Chindia-Turm. Es war bis 2010 Heimspielstätte des Fußballvereins FCM Târgoviște und seit 2010 ist der FC Chindia Târgoviște im Stadion beheimatet. Die Anlage wurde nach Eugen Popescu (1928–1996), einem Ex-Spieler vom FCM Târgoviște, benannt, der zugleich einer der bekanntesten Jugendtrainer und Entwickler von Chindia Târgoviște war. Unter seiner Führung gelang der Mannschaft 1996 der Aufstieg in die Divizia Națională. 2019 stieg der FC Chindia Târgoviște in die Liga 1 auf und das Stadionul Eugen Popescu wurde renoviert. Es bietet heute 8000 Sitzplätze. Die Haupttribüne ist überdacht. Die Gegentribüne liegt unter freiem Himmel. Es stehen 48 Presseplätze, eine V.I.P.-Tribüne mit 86 Sitzplätzen, ein Pressekonferenzraum mit 30 Plätzen, Medienarbeitsplatz mit 20 Plätzen, acht Radio- und Fernseh-Kommentatorenplätze zur Verfügung. Darüber hinaus ist es mit einer Videoüberwachungsanlage mit 134 Kameras, einer Flutlichtanlage mit 1800 Lux Beleuchtungsstärke und 350 Parkplätzen sowie 14 Behindertenparkplätzen ausgestattet.